# Cemaes Head
Cemaes Head är en udde i Storbritannien.   Den ligger i riksdelen Wales, i den södra delen av landet, 300 km väster om huvudstaden London.
Terrängen inåt land är huvudsakligen platt, men den allra närmaste omgivningen är kuperad. Havet är nära Cemaes Head åt nordväst. Runt Cemaes Head är det ganska tätbefolkat, med 58 invånare per kvadratkilometer. Närmaste större samhälle är Cardigan, 6,1 km sydost om Cemaes Head. Trakten runt Cemaes Head består i huvudsak av gräsmarker.